# Parque Nacional das Montanhas Rochosas

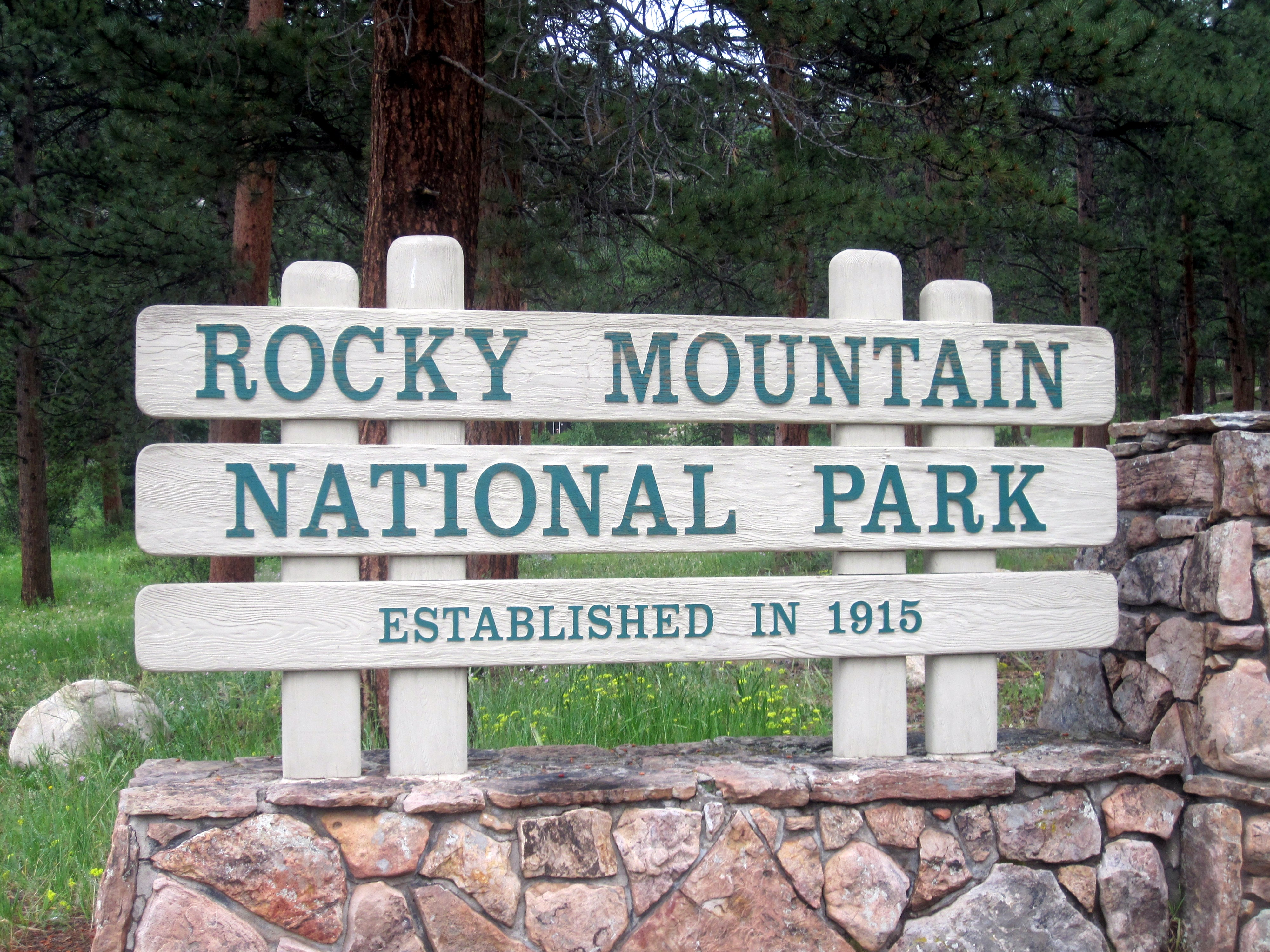

O Parque Nacional das Montanhas Rochosas (em inglês:  Rocky Mountain National Park) é uma área protegida dos Estados Unidos. É um parque nacional estadunidense localizado a aproximadamente 55 milhas (89 km) a noroeste de Denver no centro-norte do Colorado, dentro da Cordilheira Frontal das Montanhas Rochosas.

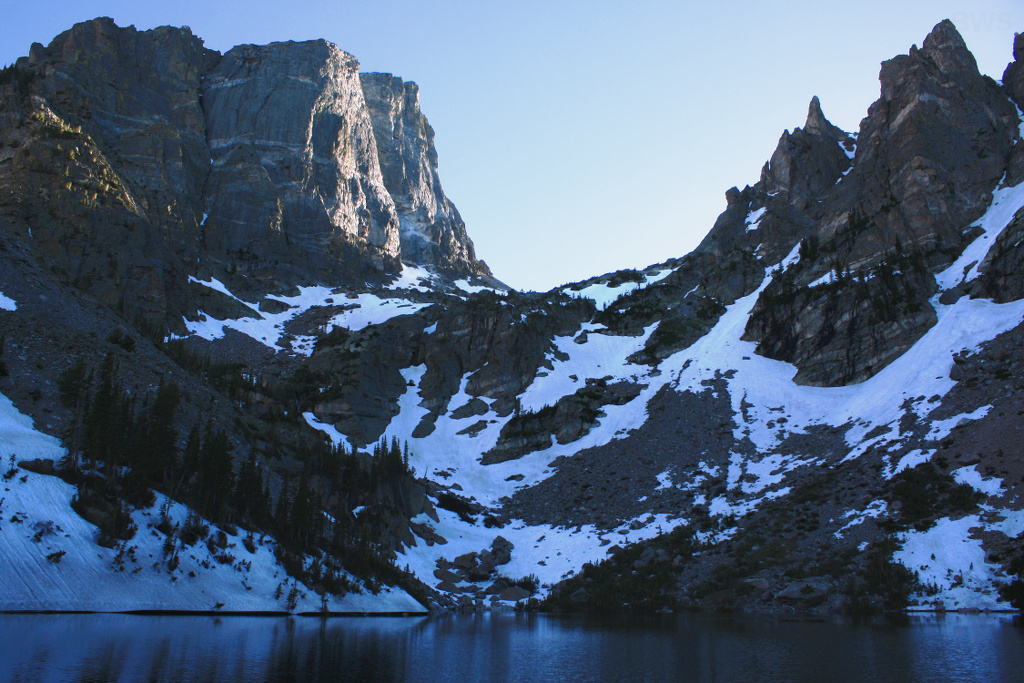
Lago Esmeralda e Pico Hallett

O parque está situado entre as cidades de Estes Park, a leste, e Grand Lake, a oeste. As encostas leste e oeste da Continental Divide correm diretamente pelo centro do parque com as cabeceiras do rio Colorado localizadas na região noroeste do parque. As principais características do parque incluem montanhas, lagos alpinos e uma grande variedade de vida selvagem em vários climas e ambientes, de florestas arborizadas a tundra de montanha.
A Lei do Parque Nacional das Montanhas Rochosas foi assinada pelo presidente Woodrow Wilson em 26 de janeiro de 1915, estabelecendo os limites do parque e protegendo a área para as gerações futuras. O Corpo de Conservação Civil construiu a principal rota automobilística, Trail Ridge Road, na década de 1930. Em 1976, a UNESCO designou o parque como uma das primeiras Reservas Mundiais da Biosfera. O parque é um dos mais visitados do Sistema Nacional de Parques, classificando-se como o terceiro parque nacional mais visitado em 2015.